# Gillockbreen
Der Gillockbreen ist ein 8 km langer Gletscher im ostantarktischen Königin-Maud-Land. Im Gebirge Sør Rondane fließt er von der Walnumfjella in nördlicher Richtung bis westlich des Smalegga Ridge.
Norwegische Kartografen kartierten ihn 1957 anhand von Luftaufnahmen, die bei der US-amerikanischen Operation Highjump (1946–1947) entstanden waren. Sie benannten den Gletscher nach Leutnant Robert Hugh Gillock (1919–1995) von der United States Navy, Navigator bei den Flügen der Operation Highjump zur Erstellung von Luftaufnahmen zwischen 14° und 164° östlicher Länge.